# John Lambie
Pour les articles homonymes, voir Lambie.
John Lambie est un footballeur puis entraîneur écossais, né le 19 mars 1941 à Whitburn (Écosse) et mort le 10 avril 2018. Évoluant au poste de stoppeur, il n'a connu que deux clubs, Falkirk et St Johnstone mais est plus connu pour sa carrière d'entraîneur, notamment ses quatre passages à la tête de Partick Thistle.

## Biographie

### Carrière de joueur
Formé dans le club amateur de sa ville natale, il devient professionnel en 1958 en signant pour Falkirk où il reste 11 années, jouant presque 200 matches de championnat. Mais ses années les plus prolifiques seront celles passées de 1969 à 1974 à St Johnstone où il connaîtra une finale de Coupe d'Écosse perdue 0-1 conte le Celtic en 1969 ainsi que la première campagne européenne du club de Perth, avec la Coupe UEFA 1971-1972.

### Carrière d'entraîneur
Après avoir pris sa retraite de joueur, il rejoint l'encadrement technique de son dernier club, St Johnstone, puis celui d'Hibernian. Il suit alors son collègue des Hibs Bertie Auld lorsque celui-ci est nommé entraîneur d'Hamilton Academical en 1982 et lui succède deux ans plus tard pour sa première expérience à la tête d'une équipe. Il remporte la First Division en 1985-86 et remporte une victoire de prestige contre les Rangers en Coupe d'Écosse.
Il connaît ensuite son premier passage à Partick Thistle, une année seulement de 1989 à 1990 avant de revenir à Hamilton Academical, mais retrouve finalement les Jags dès la saison suivante. Il y restera 5 saisons, menant le club jusqu'à l'élite du championnat écossais en 1992.
En 1995, il prend les rênes de Falkirk, club qu'il avait connu en tant que joueur, mais son passage comme entraîneur y est beaucoup moins fructueux et bien plus court, car il est démis de ses fonctions un an après son arrivée. Trois ans plus tard, il retourne de nouveau à Partick Thistle. Il retrouve le club alors qu'il se débat en Second Division et, grâce à des promotions successives, ramène celui-ci jusqu'en Scottish Premier League en 2002, année où il atteint aussi les demi-finales de la Coupe d'Écosse. 
En janvier 2003, il annonce qu'il prendra sa retraite à la fin de la saison, manifestant ainsi son désaccord avec de nouvelles règles des transferts de la FIFA. En effet, juste auparavant, il avait essayé de prendre en prêt les deux jeunes joueurs, Nathan Lowndes (en) et Steven Ferguson (en), ce que la FIFA avait rejeté car ils avaient déjà connu un prêt pour un club écossais plus tôt dans la saison. Le 17 mai 2003, il fait ses adieux lors d'un ultime match au Firhill Stadium, une défaite 0-1 contre Dundee United, alors que le maintien en Scottish Premier League est déjà acquis depuis quelques journées.
Il intègre alors l'équipe dirigeante du club et sera appelé à prendre pour une quatrième et dernière fois les rênes de l'équipe première, à l'occasion d'un intérim en décembre 2004. 
Beaucoup de gens se souviennent d'une anecdote au sujet de John Lambie, alors qu'il était entraîneur de Partick Thistle. Au cours d'un match, l'un de ses joueurs, Colin McGlashan, souffre d'une blessure et se fait soigner sur le bord du terrain. John Lambie va alors voir son adjoint, Gerry Collins (en), et lui dit : « Va lui dire qu'il est Pelé et qu'il retourne sur le terrain » (Tell him he's Pelé and get him back on). Il est aussi connu pour le lien particulier qu'il entretenait avec le milieu de terrains Chic Charnley, qu'il a fait signer quatre fois dans des clubs qu'il entraînait (une fois pour Hamilton Academical et trois fois pour Partick Thistle) malgré sa tendance à recevoir des cartons rouges (il a été expulsé 17 fois lors de sa carrière).
John Lambie était connu pour être colombophile et amateur de cigare, ainsi que pour être un chrétien pratiquant et membre du Parti national écossais. En août 2006, il a été élu à la position de vice-président d'honneur de Partick Thistle et fait partie du Hall of Fame de ce dernier club ainsi que de celui de Falkirk.

## Palmarès

### En tant qu'entraîneur
- Hamilton Academical :
  - Champion de First Division : 1985-86

- Partick Thistle :
  - Champion de Second Division : 2000-01
  - Champion de First Division : 2001-02